# Ray Gordy
Terry Ray Gordy, Jr. (Chattanooga, Tennessee, 23 de março de 1979) é um profissional wrestler norte-americano, mais conhecido por seu trabalho na WWE(WWE) no seu programa SmackDown brand. Ele é filho do lendário lutador Terry Gordy do Fabulous Freebirds, falecido em 2001.

## Carreira

### Circuito independente
Em 2000, Gordy começou a trabalhar no wrestling profissional na empresa NWA, onde conseguiu sucesso e muitas vitórias.
Em 2001, assinou contrato com a Pro Wrestling NOAH, companhia de wrestling japonesa, onde se destacou e ficou até 2005.

### World Wrestling Entertainment (2005-2010)
Em agosto de 2005, Gordy assinou contrato com a Deep South Wrestling, território de desenvolvimento da WWE, como Ray geezy. Ele fez Tag Team com Damien Stille. Em novembro de 2006, formou Tag Team com Henry Godwinn e mudou consequentemente o seu ring name para Cousin Ray.
Em 11 de maio de 2007, numa edição do SmackDown, Gordy muda o seu ring name para Jesse Dalton, onde faz tag team com Festus. Os dois apareciam em house shows da WWE. Os Dalton Boys (sua gimmick), se mantêm até hoje, formando uma das mais fortes duplas do SmackDown. Eles tiveram a chance do título no The Great American Bash de 2008 numa 4-way, mas acabaram perdendo. Em Julho de 2009, muda seu ring name e gimmick para Slam Master J. Gordy foi demitido da WWE em 22 de abril de 2010.

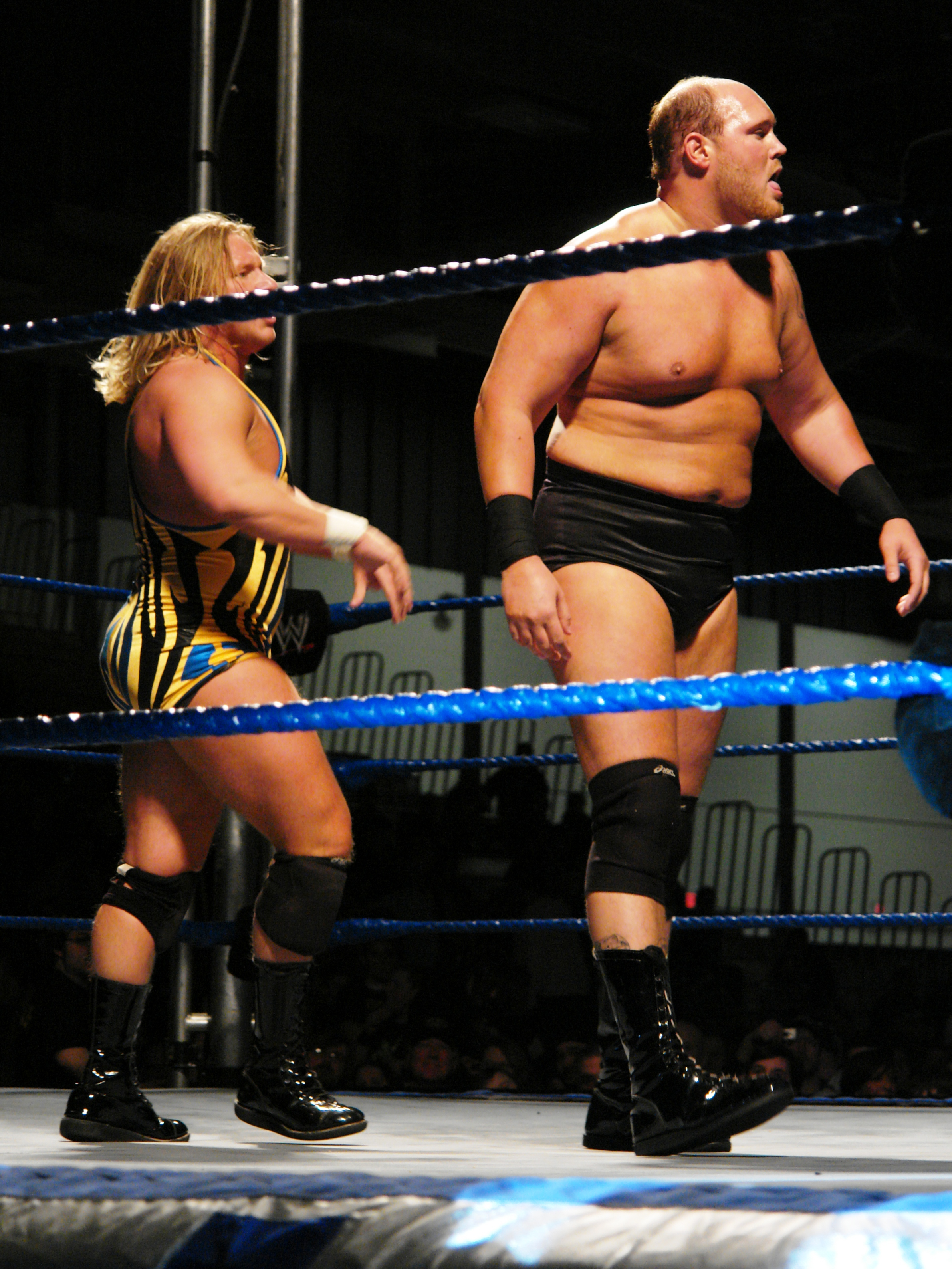
Jesse com seu antigo parceiro de tag team Festus.

## Finishing moves
- Swinging leg hook fireman's carry slam
- Diving leg drop

### Ataques secundários
- Sunset flip
- High-angle senton bomb
- Push up facebusters
- Monkey flip
- Diving splash

### ComFestus
- Aided diving shoulder block
- Powerbomb e Double knee backbreaker

### Música-tema
- Biscuits e Gravy - de Jim Johnston

## Títulos
- NAWA Heavyweight Championship
- NAWA Junior Heavyweight Championship
- NAWA Wildside Heavyweight Championship
- NWA Wildside Heavyweight Championship
- NWA Wildside Junior Heavyweight Championship

## Vida pessoal
- Ele é filho do lendário Terry Gordy, que o preparou para o wrestling. Infelizmente, faleceu em 2001.
- Gordy reside em Louisville, Kentucky, onde mora com sua mulher, Jen.